# Opération Herkules
L'opération Herkules (allemand : Unternehmen Herkules ; italien : Operazione C3) est le nom de code d'un plan militaire de l'Axe prévoyant l'invasion de l'île de Malte pendant la Seconde Guerre mondiale.    
En débarquant sur l'île par des moyens aériens et maritimes, les Italiens et les Allemands espéraient éliminer Malte comme base aérienne et navale britannique et assurer un flux ininterrompu de ravitaillements à travers la mer Méditerranée aux forces de l'Axe en Libye et en Égypte. 
Malgré de nombreux préparatifs, l'opération a été reportée après la victoire de l'Axe à la bataille de Gazala (26 mai au 21 juin 1942), la capture de Tobrouk le 21 juin et l'opération Aïda, la poursuite des Britanniques lors de leur retraite en Égypte. Prévue pour la mi-juillet 1942, elle fut définitivement annulée en novembre 1942 au profit du Blitz.

## Origines
Le plan de l’Axe visant à envahir Malte tire son origine des études militaires italiennes menées au cours de la seconde guerre italo-éthiopienne au milieu des années trente. En 1938, le Comando Supremo, l'état-major de l'armée italienne, avait prévu le volume de transport maritime nécessaire pour le déplacement des forces militaires en Afrique du Nord, estimant indispensable la saisie de Malte au préalable. Un plan d'ensemble pour un assaut par la mer fut élaboré et révisé périodiquement, la Regia Marina montrant peu d'intérêt pour celui-ci.  
Ce concept d'invasion fut remis au goût du jour et approuvé lors d'une réunion entre Adolf Hitler et Benito Mussolini du 29 au 30 avril 1942.

## Plans de l'Axe et préparations

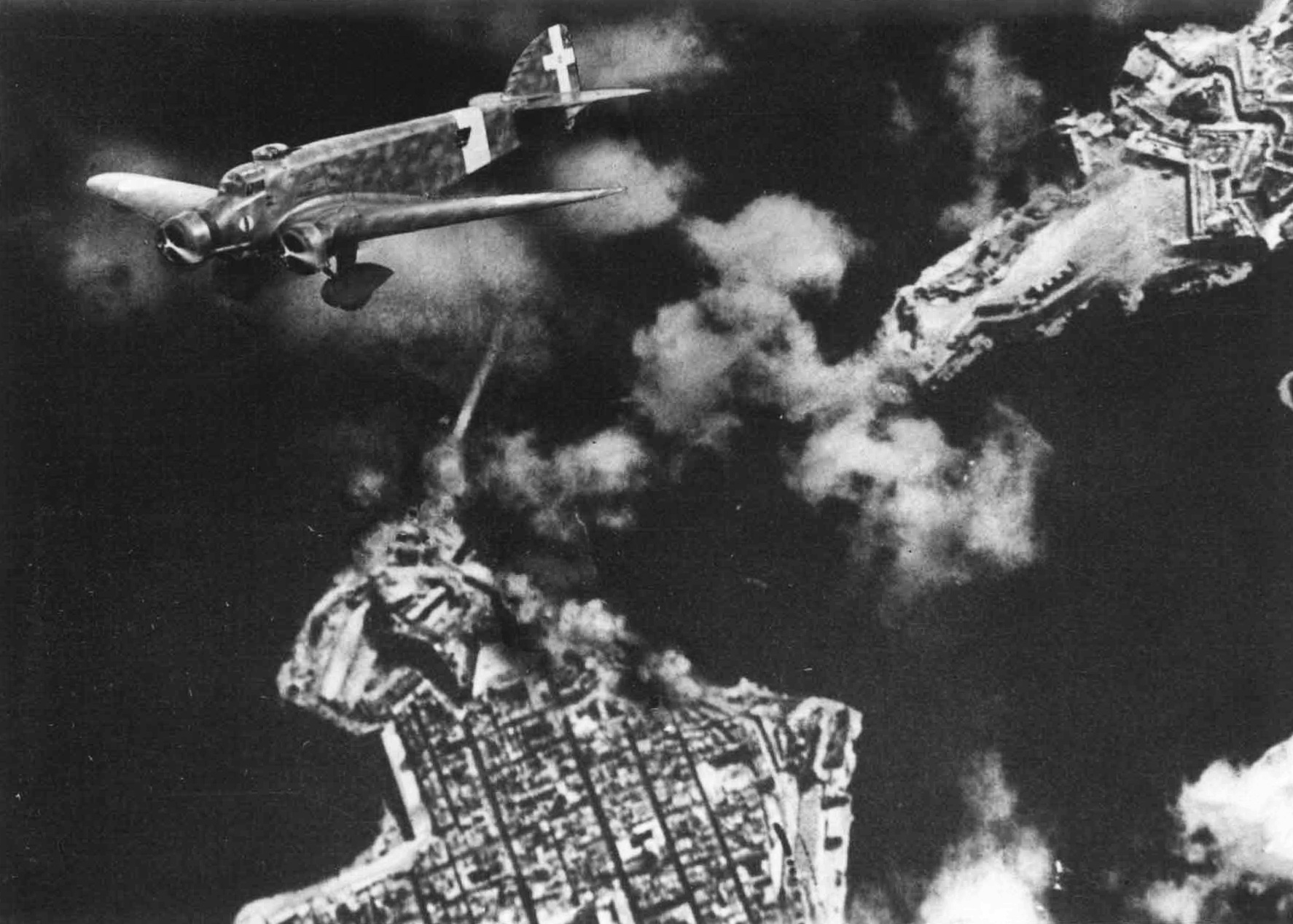
Bombardement italien du grand port de Malte (19 juin 1941).

Le commandement de la composante aéroportée de l'opération a été confié au Generalmajor Kurt Student. L'appui aérien était composé de la 2e flotte aérienne allemande (sous les ordres du Generalfeldmarschall Kesselring) fut transférée sur les aérodromes siciliens, pour renforcer les unités italiennes de Sicile et de Sardaigne.  
Le corps d'armée d'invasion, commandé par le général Vittorio Sogno, comprenait 62 000 hommes, 700 canons et 1 600 véhicules. Il se compose de troupes terrestres toutes italiennes :  
- le 30e Corps d'armée, composé des divisions d'infanterie Superga, Friuli et Livorno, ainsi que du 10e Groupe blindé
- le 16e Corps d'armée, composé des divisions d'infanterie Assietta et Napoli
- troupes spéciales de débarquement, avec régiment d'infanterie de marine San Marco, bataillons de Chemises noires, unités d'élite (appelées « Arditi » par les Italiens)[2]

S'y ajoutent la division aéroportée Spezia et la division parachutiste Folgore (créée spécialement pour l'occasion), qui aurait été renforcée par la brigade Fallschirmjäger de Ramcke. Les Allemands s'étaient engagés à fournir les planeurs.  
Enfin, les forces navales auraient été composées des grosses unités de la Regia Marina, ainsi que d'une flotte de navires d'assaut : comprenant les cuirassés Littorio, Vittorio Veneto, Caio Duilio et Andrea Doria, quatre croiseurs lourds, huit croiseurs légers et 21 destroyers. Les chantiers de Palerme construisirent pour le compte des Allemands des chalands de débarquement (une quinzaine en tout), appelés « Marine Fährprams ». Les Italiens développèrent un modèle légèrement modifié, appelé « Bette MZ ». Soixante-cinq engins de ce type furent construits. Leurs caractéristiques sont les suivantes : 47 mètres de long, déplacement de 174 tonneaux, vitesse de 10 nœuds (19 km/h), autonomie de 1 400 milles marins (2 593 km) ; capables d'emporter une charge de 65 tonnes, avec un équipage de 12 hommes, et un armement (1 canon et 1 mitrailleuse).  
D'autres unités furent réquisitionnées (des ferrys et des vaporetti) et des chaloupes motorisées et armées furent construites. D'autre part, une escadrille de vedettes lance-torpilles basée à Augusta, en Sicile, devait faire des missions d'embuscade devant La Valette, afin d'attaquer des navires qui sortiraient du port. Les sous-marins italiens et allemands devaient rechercher et intercepter les forces navales britanniques qui tentaient d'interférer avec les débarquements en mer. Un sous-marin devait être stationné à mi-chemin entre la Sicile et Malte, pour servir de balise de guidage pour les avions de transport se dirigeant vers les zones de largage.
La flotte d'invasion devait embarquer à partir des ports de Sicile, à savoir Syracuse, Catane, Licata et Agrigente. 

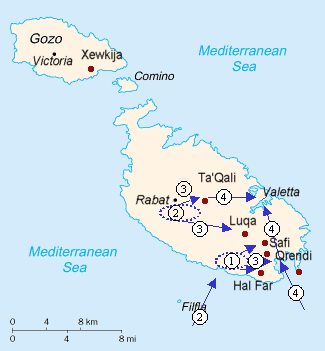
Plan de l'opération Herkules.
1 - Premier parachutage
2 - Deuxième parachutage et débarquement amphibie
3 - Invasion vers l'Est
4 - Capture de La Valette et débarquement de troupes supplémentaires

## Défenses de Malte
En 1942, la garnison de Malte était composée de 15 bataillons d’infanterie (11 du Commonwealth et 4 de Malte) répartis en quatre brigades représentant au total 26 000 hommes. Le soutien des chars était fourni par la 1re troupe indépendante du Royal Tank Regiment, débarquée en novembre 1940, initialement équipée de quatre chars d'infanterie Matilda II, armés de canons de 2 livres (40 mm) et de deux chars légers Vickers Mk.VIC, armés de deux mitraillettes (tous les chars faisant partie des détachements du 7e régiment royal de chars et du 3e The King's Own Hussars). Celles-ci ont été renforcées en janvier 1942 par huit chars supplémentaires (quatre chars Cruiser Mk I et trois chars Cruiser Mk IV et un char léger Vickers Mk.VIC), ces chars étant armés de canons de 40 mm (ils faisaient partie d'un détachement du 6e régiment royal de chars),,,.   
L’appui de l’artillerie provenait du 12e Field Regiment, Royal Artillery, équipé de vingt-quatre canons Ordnance QF 25 pounder, capables de fournir un appui-feu dans une plage de 11 km (6,8 mi) et couvrant la majeure partie de l'île tout en restant dans des positions statiques protégées.   
L'artillerie côtière de Malte comprenait 19 canons côtiers lourds (dont la taille variait de 12 à 16 pouces — bien que ces armes de l’époque victorienne aient toutes été désaffectées), 130 canons côtiers plus petits (de 6 livres à 9,2 pouces), 112 canons antiaériens lourds et 144 autres plus légers,,,. 
Les canons côtiers les plus petits étaient composés de : 
- 10 × canons de 6 pouces BL Mk XXIV sur affûts Mk 5 ou 6
- 7 × canons de 9,2 pouces BL Mk X sur affûts Mk 7
- canon(s) de 4,5 pouces QF Mk II sur affûts Mk I
- 18 × canons de 6 livres QF 10 cwt (en)[12]
- ~ 30 × canons de 18 livres Ordnance QF

## Conséquences
Une date proche de la mi-juillet 1942 a été fixée pour l'invasion, en partie pour laisser le temps d'acheminer des troupes d'autres positions sur la ligne de front. Le maréchal Erwin Rommel, commandant des troupes de l’Afrikakorps, soutenait le plan de Malte et a fait part à Hitler de sa demande de troupes d'invasion. Ses raisons de soutenir cette opération visaient à gêner les troupes alliées combattant en Afrique, ainsi qu'à éliminer la menace qui pesait sur les convois se dirigeant vers les forces italo-allemandes avec du ravitaillement, du pétrole et des hommes. Rommel est lucide sur l'importance de Malte, en mai 1941, il avertit que « sans Malte, l'Axe finira par perdre le contrôle de l'Afrique du Nord ».  
Il donna la priorité à l'attaque au point de vouloir déplacer des unités de son front pour l'attaque. Le chef de la Luftwaffe, Hermann Göring, s'opposa quant à lui à l'invasion, craignant que celle-ci ne se transforme en une nouvelle déroute pour ses parachutistes, notamment lors de la bataille de Crète. Le Generalfeldmarschall Albert Kesselring, fervent partisan de l'opération, finit par être dissuadé lorsqu'il devient évident que trop d'unités aériennes et terrestres avaient été siphonnées pour soutenir l'entraînement de l'Axe en Égypte, réduisant ainsi les chances de succès. Hitler, manquant de confiance en ses divisions de parachutistes après l'invasion de la Crète et en la capacité de la marine italienne à protéger la flotte d'invasion des attaques de la marine britannique, annula définitivement le plan et mit en place un Blitz sur Malte en bombardant continuellement l'île jusqu'au 21 mai 1943. 
L'objectif des Allemands étaient différent de celui des Italiens, les premiers voulaient simplement annihiler la puissance nocive de Malte, les seconds souhaitaient débarquer sur l'archipel pour l'incorporer à la Grande Italie. Si les Allemands faillirent remplir leur objectif, les Italiens ne furent jamais en mesure à un moment ou l'autre de réussir le leur. Il fallut beaucoup de sacrifices à la RAF, à la Royal Navy et à la population maltaise pour sauver Malte.